# Aminagar Sarai
Aminagar Sarai – miasto w północnych Indiach w stanie Uttar Pradesh, na Nizinie Hindustańskiej.
Populacja miasta w 2001 roku wynosiła 10 114 mieszkańców.